# Джедкара II Шемаї
Джедкара II Шемаї — давньоєгипетський фараон з VIII династії.

## Життєпис
Фараон відомий з Абідоського списку. Навряд чи його правління перевищувало кілька років.